# Escopeta lanzagranadas M79
La M79 es un lanzagranadas monotiro que dispara granadas de 40 mm, y fue empleada por primera vez durante la guerra de Vietnam. Debido al característico sonido que produce al ser disparada, le hizo ganarse los apodos de "Thumper", "Thump-Gun", "Bloop gun" y "Blooper" entre los soldados estadounidenses; las tropas australianas la llamaban "Wombat Gun". La M79 puede disparar una amplia variedad de proyectiles de 40 mm, incluso explosivos, antipersona, fumígenos, perdigones, flechettes y bengalas. Aunque ha sido ampliamente reemplazada por el M203, la M79 continúa siendo empleada alrededor del mundo por varias fuerzas armadas en papeles especializados.

## Historia
La M79 fue el resultado del Proyecto Niblick, un intento de incrementar el poder de fuego del soldado con ayuda de un proyectil explosivo más preciso y con mayor alcance que las granadas de fusil, pero al mismo tiempo más portátil que un mortero. El Proyecto Niblick creó la granada de 40 mm, pero no fue capaz de crear un lanzagranadas que pudiese disparar más de una granada. Uno de los lanzagranadas de la Springfield Armory era el S-3, monotiro y con sistema de recarga similar al de una escopeta. Fue refinado en el S-5, que parecía una escopeta sobredimensionada. Incapaz de desarrollar un lanzagranadas semiautomático o automático, el ejército estadounidense adoptó la S-5 como XM79. Tras cambiarle el alza, la XM79 fue adoptada oficialmente como la M79 el 15 de diciembre de 1960.
Los primeros lanzagranadas M79 fueron suministradas al Ejército estadounidense en 1961. Debido a su facilidad de empleo, fiabilidad y potencia de fuego, la M79 se hizo popular entre los soldados estadounidenses, que la apodaron «artillería del comandante de pelotón». Algunos soldados incluso cortaban la culata y el cañón de la M79 para hacerla aún más fácil de portar.
A pesar de esto, el ser un arma monotiro era una gran desventaja; el tener que recargar después de cada disparo suponía una baja cadencia de fuego y la incapacidad de mantener un volumen de fuego constante durante un combate. Y en combates a corta distancia, el alcance mínimo de armado (la granada debe recorrer 30 metros para armarse) y el radio de detonación hacían que el granadero deba emplear su pistola auxiliar (si es que llevaba una) o dispare la M79 con la esperanza que la granada no se arme instantáneamente y funcione como una bala lenta de gran tamaño. Para compensar esta desventaja se crearon granadas especiales para combates a corta distancia, aunque un soldado no siempre podía darse el lujo de cargar una granada de estas en medio de la batalla. 
Además, su tamaño hacía que el soldado armado con una M79 actuara únicamente como un granadero y que al acabarse las granadas, solamente pueda participar en el combate armado con una pistola y un cuchillo.
Durante la guerra de Vietnam se desarrollaron lanzagranadas como el XM148 y el M203, que se acoplan al cañón del fusil y permiten al granadero poder actuar también como fusilero.
El XM148 tenía demasiados problemas y el proyecto fue cancelado. El M203 fue un éxito, siendo estandarizado en 1969; para el fin de la guerra había reemplazado a la M79, aunque esta todavía es empleada por unidades de la Guardia Nacional y reservistas.
Algunas unidades de los SEAL y las Fuerzas Especiales han empleado la M79 recientemente en Irak. Especialmente debido a su precisión y alcance respecto al M203 (350 metros, frente a los 150 del M203). La M79 ha sido empleada limitadamente durante la guerra de Irak, especialmente para detonar a distancia bombas artesanales.

## Diseño

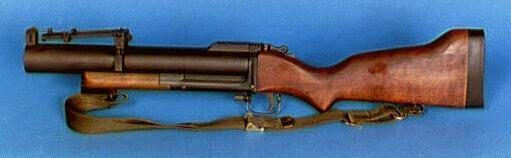
Una M79.

Externamente, la M79 se parece a una escopeta recortada de grueso calibre, de diseño simple y compuesta por 5 partes: el cajón de mecanismos, el guardamano, el cañón, el alza plegable y la culata. El guardamanos alinea el cañón con el cajón de mecanismos. La culata está hecha de madera o fibra de vidrio. Esta tiene una almohadilla de caucho fijada en la cantonera, para reducir el retroceso. El punto de mira es del tipo "hoja fija", mientras que el alza es del tipo "escalera" y plegable. Cuando está plegada, actúa como un alza fija para disparos a corta distancia, haciendo que el granadero apunte y dispare con gran precisión. Al desplegarse, el alza puede ajustarse para alcances que van de 75 metros a 375 metros, en aumentos de 25 metros. Como información adicional, el Apéndice A del manual del ejército estadounidense para el M203 incluye instrucciones para acoplar el alza para granadas del Fusil M16 a la culata de la M79 y marcar la correa portafusil de esta para abrir fuego indirecto en ángulos de más de 40°.
Aunque no las ha fabricado, la empresa Milcor/Mechem de Sudáfrica repotencia lanzagranadas M79 a estándares más modernos. Les cambian el alza plegable por una mira óptica y la culata de madera por una culata R-4/R-5 modificada.

## Operación

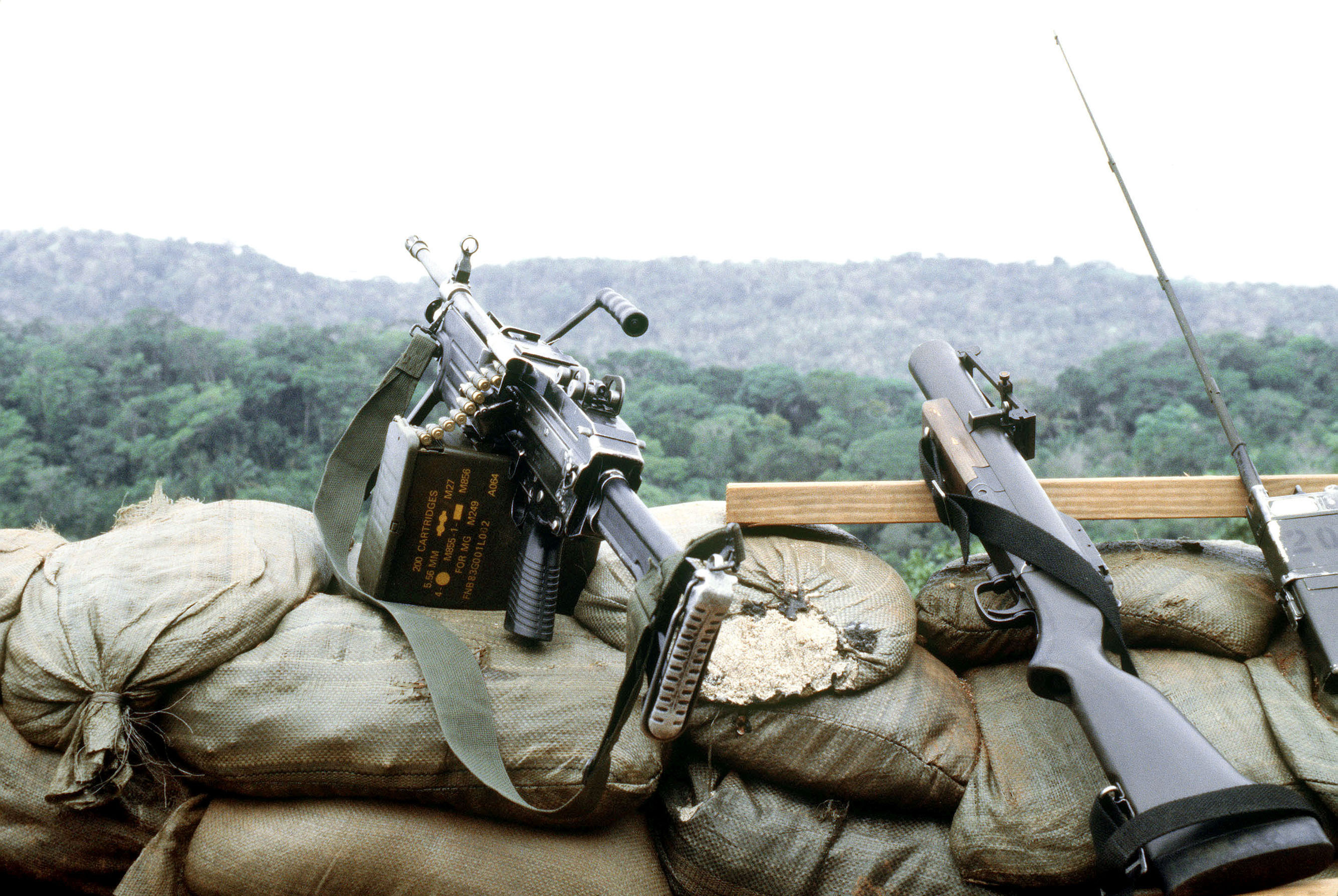
Una M79 y una FN Minimi.

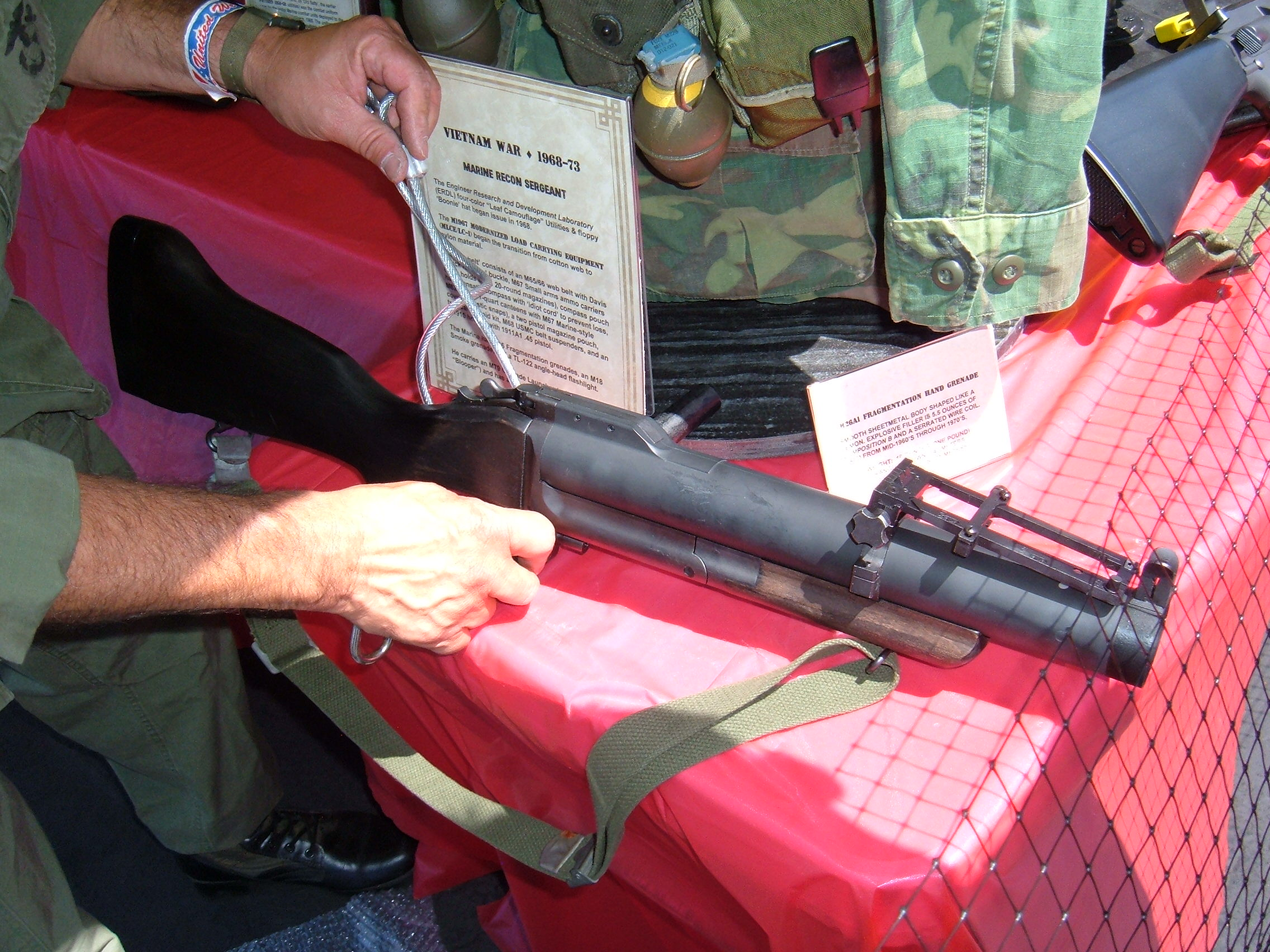
Una M79 siendo preparada para exhibición.

La M79 es sencilla de operar. Para cargarla, el granadero empuja hacia la derecha la palanca del retén del cañón, que está situada sobre el cajón de mecanismos. La gravedad jalará el cañón hacia abajo, abriéndolo y dejando la recámara al descubierto. En aquel momento, el martillo es armado. Se introduce una granada y se cierra el cañón manualmente. Al cerrarlo, la palanca del retén del cañón vuelve a su posición original. Para disparar, el granadero empuja el botón del seguro hacia adelante, dejando al descubierto la letra 'F', apretando después el gatillo. Para recargar, el granadero empuja nuevamente hacia la derecha la palanca del retén del cañón y este se abre. El extractor empujará hacia afuera el casquillo disparado, permitiendo al granadero agarrarlo y sacarlo.
Si un soldado lleva guantes de invierno, el guardamonte de la M79 puede girarse a la izquierda o a la derecha al presionar el retén situado delante de este.

## Munición
Se han producido diferentes tipos de munición para la M79 (así como para el M203). Además de las granadas fumígenas y las bengalas, existen tres tipos principales de munición: explosiva, de corto alcance y no-letal/control de muchedumbres. El sistema de cañón basculante le permite a la M79 emplear municiones de mayor longitud, que no pueden ser empleadas con el M203.

### Explosiva
Las granadas de 40 mm M406 HE disparadas por la M79 viajan a una velocidad de 75 metros por segundo. La M406 contiene suficiente explosivo para producir más de 300 fragmentos, los cuales viajan a 1 524 metros por segundo dentro de un radio de 5 metros. Esta granada incorpora un mecanismo de armado por rotación, que evita el armado de esta mientras se halle en el radio de acción del granadero; se arma automáticamente luego de recorrer 30 metros. Incluso si la granada no se arma al ser disparada a distancia muy corta, esta tiene suficiente energía cinética para matar o herir gravemente al enemigo.

### De corto alcance
Fueron desarrollados dos tipos de cartuchos para combates a corta distancia con la M79. El primero era un cartucho con flechettes o "Colmena de Abejas" (llamado así por el sonido que producían las flechettes al volar), que disparaba 45 flechettes de acero de 10 granos. Las flechettes demostraron ser inefectivas, porque muchas veces no impactaban con la punta y penetraban, sino que impactaban de lado y rebotaban. Este cartucho fue reemplazado hacia 1966 por el M576, que iba cargado con perdigones. Con una carga de 20 perdigones #4  (M576E1) o 27 perdigones #4 (M576E2), este cartucho podía ser devastador a corta distancia. Pero al aumentar la distancia del blanco, los perdigones se esparcían tan rápido que perdían su efectividad. A pesar de su mayor cantidad de perdigones, el cartucho M576E2 era menos efectivo a gran distancia que el M576E1 porque sus perdigones se esparcían más rápido y podían errar por completo su blanco.

### No-Letal/Control de muchedumbres

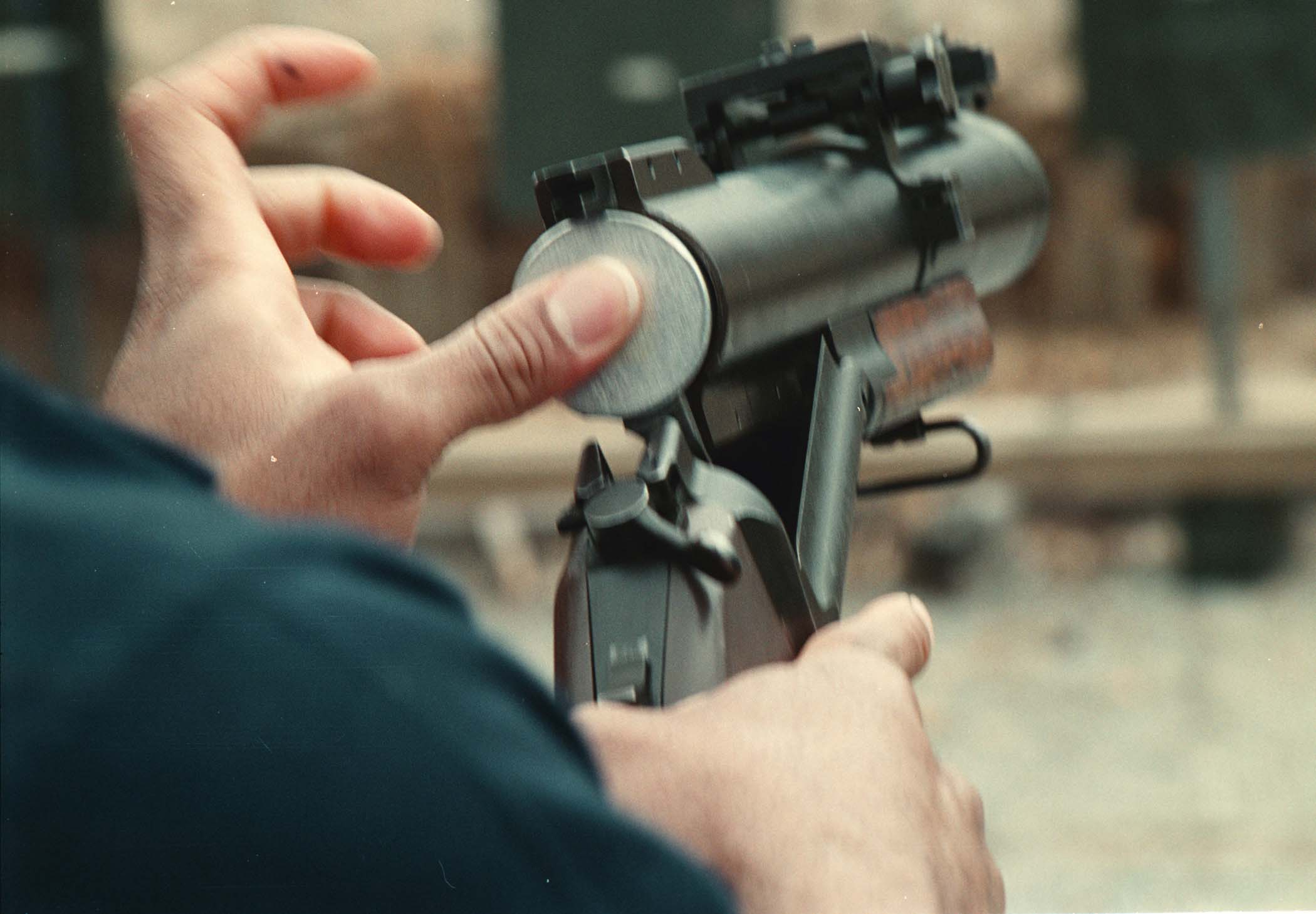
Cargando una M79 con un cartucho no-letal.

La M79 ha sido ampliamente empleada para controlar muchedumbres, donde es preferible tener un arma que solamente dispare munición no-letal. Los tres cartuchos no-letales más comunes son el M651 CS (gas lacrimógeno), el M1006 ("granada de esponja") y el M1029 (bala de caucho).

## Usuarios
- Arabia Saudita[13]
- Australia[2]
- Birmania[13]
- Brasil: Empleada por el Ejército Brasileño.[13][14]
- Camboya[15][16]
- Chad[13]
- Colombia[13]
- Corea del Sur: Es fabricada bajo licencia por Daewoo como la KM79.[17]
- Costa Rica[13]
- Cuba[13]Fuerzas Armadas Revolucionarias de Cuba
- El Salvador[13]
- Eritrea[13]
- España[13]
- Estados Unidos[13]
- Etiopía[13]
- Fiyi[13]
- Filipinas[13]
- Grecia[13]
- Guatemala[13]
- Haití[13]
- Honduras[13]
- Indonesia[13]
- Irán[13]
- Irlanda[13]
- Israel[13]
- Jamaica: Fuerza de Defensa de Jamaica.[13][18]
- Jordania[13]
- Kenia[13]
- Líbano[13]
- Malasia[13]
- Nicaragua[13]
- Omán[13]
- Paraguay[13]
- Portugal[13]
- República Dominicana: Empleada por el Ejército de la República Dominicana[13]
- San Vicente y las Granadinas[13]
- Somalia[13]
- Tailandia[13]
- Taiwán[13]
- Turquía[13]
- Vietnam: Producida por la Fábrica Z125 como la M79-VN, con culata sintética de color rojo ciruela y mira telescópica.[19]
- Vietnam del Sur
- Yemen[13]